# Copa do Nordeste 2016
La Copa do Nordeste del año 2016 fue la decimotercera (13º) edición del torneo que reúne equipos de la región nordeste del país. Al igual que la Copa Verde, es un torneo organizado por la Confederación Brasileña de Fútbol y da un cupo a la Copa Sudamericana 2016.
Para esta edición, y manteniendo la regla del año anterior, se le dieron dos cupos a equipos de los estados Maranhão y Piauí, los cuales clasificaron a partir de los campeonatos estatales, respectivamente.

## Sistema de juego
Los 20 equipos se dividen en 5 grupos de 4 equipos cada uno. Los equipos juegan partidos de ida y vuelta entre ellos, llegando a seis partidos como máximo en esta primera fase.
Los primeros mejores equipos de cada grupo clasificarán directamente a cuartos de final mientras que los tres mejores segundos también clasificarán a la segunda fase.
Luego, se ubican dos equipos y se juegan partidos de ida y vuelta para llegar a la semifinal. Los dos equipos ganadores de las semifinales clasificarán a la final para definir al campeón del torneo.

### Criterios de desempate
En caso de que haya equipos empatados en puntos en la tabla de mejores segundos, los criterios de desempate son:
1. Mayor número de partidos ganados.
2. Mejor diferencia de gol.
3. Mayor número de goles a favor.
4. Sorteo.

En caso de que haya equipos empatados en puntos en la tabla de cada grupo, los criterios de desempate son:
1. Mayor número de partidos ganados.
2. Mejor diferencia de gol.
3. Mayor número de goles a favor.
4. Resultado del partido jugado entre los equipos.
5. Menor número de tarjetas rojas recibidas.
6. Menor número de tarjetas amarillas recibidas.
7. Sorteo.

## Equipos participantes
La distribución de los cupos es:
- Bahía: 3 cupos.
- Pernambuco: 3 cupos.
- Alagoas: 2 cupos.
- Ceará: 2 cupos.
- Maranhão: 2 cupos.
- Paraíba: 2 cupos.
- Piauí: 2 cupos.
- Río Grande del Norte: 2 cupos.
- Sergipe: 2 cupos.

De esta manera, los equipos clasificados son:
| País                         | Equipo                                 | Vía de clasificación |
| ---------------------------- | -------------------------------------- | --- |
| Alagoas 2 cupos              | CRB Coruripe                           | Campeón del Campeonato Alagoano 2015 Subcampeón del Campeonato Alagoano 2015                                                        |
| Bahía 3 cupos                | Bahía Vitória da Conquista Juazeirense | Campeón del Campeonato Baiano 2015 Subcampeón del Campeonato Baiano 2015 Campeón de la primera fase del Campeonato Baiano 2015      |
| Ceará 2 cupos                | Fortaleza Ceará                        | Campeón del Campeonato Cearense 2015 Subcampeón del Campeonato Cearense 2015                                                        |
| Maranhão 2 cupos             | Imperatriz Sampaio Corrêa              | Campeón del Campeonato Maranhense 2015 Subcampeón del Campeonato Maranhense 2015                                                    |
| Paraíba 2 cupos              | Campinense Botafogo - PB               | Campeón del Campeonato Paraibano 2015 Subcampeón del Campeonato Paraibano 2015                                                      |
| Pernambuco 3 cupos           | Salgueiro Sport Recife Santa Cruz      | Campeón del Campeonato Pernambucano 2015 Subcampeón del Campeonato Pernambucano 2015 Tercer puesto del Campeonato Pernambucano 2015 |
| Piauí 2 cupos                | Ríver Flamengo - PI                    | Campeón del Campeonato Piauiense 2015 Semifinalista del Campeonato Piauiense 2015                                                   |
| Río Grande del Norte 2 cupos | América de Natal ABC                   | Campeón del Campeonato Potiguar 2015 Subcampeón del Campeonato Potiguar 2015                                                        |
| Sergipe 2 cupos              | Confiança Estanciano                   | Campeón del Campeonato Sergipano 2015 Subcampeón del Campeonato Sergipano 2015                                                      |

## Fase de grupos
- Los grupos fueron definidos en sorteo previo el 24 de septiembre.[4]

### Grupo A
| Pos. | Equipos    | PJ | PG | PE | PP | GF | GC | Dif. | Pts. |
| ---- | ---------- | -- | -- | -- | -- | -- | -- | ---- | ---- |
| 1.   | Campinense | 6  | 5  | 1  | 0  | 13 | 3  | +10  | 16   |
| 2.   | Salgueiro  | 6  | 3  | 1  | 2  | 9  | 5  | +4   | 10   |
| 3.   | Imperatriz | 6  | 1  | 1  | 4  | 6  | 13 | -7   | 4    |
| 4.   | ABC        | 6  | 1  | 1  | 4  | 6  | 13 | -7   | 4    |

| Primera | ABC        | 1 - 1 | Campinense | Frasqueirão   | 13 de febrero | 19:30 |
| Primera | Imperatriz | 0 - 0 | Salgueiro  | Frei Epifânio | 13 de febrero | 19:30 |
| Segunda | Campinense | 2 - 1 | Imperatriz | Almeidão      | 16 de febrero | 22:30 |
| Segunda | Salgueiro  | 2 - 0 | ABC        | Salgueirão    | 18 de febrero | 22:30 |
| Tercera | ABC        | 2 - 1 | Imperatriz | Frasqueirão   | 24 de febrero | 19:30 |
| Tercera | Campinense | 1 - 0 | Salgueiro  | Amigão        | 25 de febrero | 19:15 |
| Cuarta  | Salgueiro  | 1 - 2 | Campinense | Salgueirão    | 2 de marzo    | 19:30 |
| Cuarta  | Imperatriz | 3 - 2 | ABC        | Frei Epifânio | 3 de marzo    | 19:15 |
| Quinta  | Imperatriz | 0 - 3 | Campinense | Frei Epifânio | 10 de marzo   | 19:15 |
| Quinta  | ABC        | 1 - 2 | Salgueiro  | Frasqueirão   | 10 de marzo   | 19:15 |
| Sexta   | Campinense | 4 - 0 | ABC        | Amigão        | 23 de marzo   | 19:15 |
| Sexta   | Salgueiro  | 4 - 1 | Imperatriz | Salgueirão    | 23 de marzo   | 21:45 |

### Grupo B
| Pos. | Equipos          | PJ | PG | PE | PP | GF | GC | Dif. | Pts. |
| ---- | ---------------- | -- | -- | -- | -- | -- | -- | ---- | ---- |
| 1.   | CRB              | 6  | 3  | 1  | 2  | 8  | 5  | +3   | 10   |
| 2.   | América de Natal | 6  | 2  | 3  | 1  | 7  | 6  | +1   | 9    |
| 3.   | Coruripe         | 6  | 2  | 2  | 2  | 7  | 8  | -1   | 8    |
| 4.   | Estanciano       | 6  | 1  | 2  | 3  | 3  | 6  | -3   | 5    |

| Primera | Coruripe         | 2 - 2 | América de Natal | Gerson Amaral   | 13 de febrero | 17:00 |
| Primera | Estanciano       | 1 - 2 | CRB              | Francão         | 13 de febrero | 22:00 |
| Segunda | CRB              | 0 - 1 | Coruripe         | Rei Pelé        | 16 de febrero | 20:00 |
| Segunda | América de Natal | 2 - 0 | Estanciano       | Arena das Dunas | 16 de febrero | 22:30 |
| Tercera | Estanciano       | 2 - 1 | Coruripe         | Francão         | 23 de febrero | 19:15 |
| Tercera | CRB              | 3 - 1 | América de Natal | Rei Pelé        | 25 de febrero | 19:15 |
| Cuarta  | Coruripe         | 1 - 0 | Estanciano       | Gerson Amaral   | 1 de marzo    | 19:15 |
| Cuarta  | América de Natal | 1 - 0 | CRB              | Arena das Dunas | 2 de marzo    | 19:30 |
| Quinta  | Estanciano       | 0 - 0 | América de Natal | Francão         | 8 de marzo    | 19:15 |
| Quinta  | Coruripe         | 1 - 3 | CRB              | Gerson Amaral   | 8 de marzo    | 21:30 |
| Sexta   | CRB              | 0 - 0 | Estanciano       | Rei Pelé        | 23 de marzo   | 21:45 |
| Sexta   | América de Natal | 1 - 1 | Coruripe         | Arena das Dunas | 23 de marzo   | 21:45 |

### Grupo C
| Pos. | Equipos     | PJ | PG | PE | PP | GF | GC | Dif. | Pts. |
| ---- | ----------- | -- | -- | -- | -- | -- | -- | ---- | ---- |
| 1.   | Bahía       | 6  | 6  | 0  | 0  | 18 | 0  | +18  | 18   |
| 2.   | Santa Cruz  | 6  | 3  | 1  | 2  | 7  | 7  | 0    | 10   |
| 3.   | Juazeirense | 6  | 1  | 1  | 4  | 2  | 11 | -9   | 4    |
| 4.   | Confiança   | 6  | 0  | 2  | 4  | 4  | 13 | -9   | 2    |

| Primera | Santa Cruz  | 0 - 2 | Bahía       | do Arruda        | 14 de febrero | 17:00 |
| Primera | Juazeirense | 1 - 1 | Confiança   | Pedro Amorim     | 14 de febrero | 19:30 |
| Segunda | Confiança   | 0 - 2 | Santa Cruz  | Batistão         | 17 de febrero | 22:30 |
| Segunda | Bahía       | 4 - 0 | Juazeirense | Arena Fonte Nova | 18 de febrero | 20:00 |
| Tercera | Santa Cruz  | 1 - 1 | Juazeirense | do Arruda        | 24 de febrero | 21:45 |
| Tercera | Bahía       | 4 - 0 | Confiança   | Arena Fonte Nova | 25 de febrero | 21:30 |
| Cuarta  | Juazeriense | 0 - 1 | Santa Cruz  | Adautão          | 2 de marzo    | 21:45 |
| Cuarta  | Confiança   | 0 - 3 | Bahía       | Batistão         | 2 de marzo    | 21:45 |
| Quinta  | Santa Cruz  | 3 - 1 | Confiança   | do Arruda        | 8 de marzo    | 21:30 |
| Quinta  | Juazeirense | 0 - 2 | Bahía       | Adautão          | 9 de marzo    | 21:45 |
| Sexta   | Confiança   | 2 - 0 | Juazeirense | Batistão         | 23 de marzo   | 19:15 |
| Sexta   | Bahía       | 3 - 0 | Santa Cruz  | Arena Fonte Nova | 23 de marzo   | 21:45 |

### Grupo D
| Pos. | Equipos       | PJ | PG | PE | PP | GF | GC | Dif. | Pts. |
| ---- | ------------- | -- | -- | -- | -- | -- | -- | ---- | ---- |
| 1.   | Sport Recife  | 6  | 3  | 2  | 1  | 12 | 8  | +4   | 11   |
| 2.   | Fortaleza     | 6  | 3  | 1  | 2  | 7  | 4  | +2   | 10   |
| 3.   | Ríver         | 6  | 1  | 3  | 2  | 8  | 10 | -2   | 6    |
| 4.   | Botafogo - PB | 6  | 1  | 2  | 3  | 6  | 10 | -4   | 5    |

| Primera | Fortaleza     | 3 - 0 | Ríver         | Castelão       | 13 de febrero | 17:00 |
| Primera | Botafogo - PB | 1 - 2 | Sport Recife  | Almeidão       | 14 de febrero | 17:00 |
| Segunda | Ríver         | 2 - 0 | Botafogo - PB | Albertão       | 17 de febrero | 20:00 |
| Segunda | Sport Recife  | 2 - 0 | Fortaleza     | Ilha do Retiro | 17 de febrero | 22:30 |
| Tercera | Fortaleza     | 1 - 1 | Botafogo - PB | Castelão       | 23 de febrero | 21:30 |
| Tercera | Ríver         | 2 - 2 | Sport Recife  | Albertão       | 24 de febrero | 21:45 |
| Cuarta  | Sport Recife  | 2 - 2 | Ríver         | Ilha do Retiro | 1 de marzo    | 21:30 |
| Cuarta  | Botafogo - PB | 2 - 1 | Fortaleza     | Almeidão       | 2 de marzo    | 21:45 |
| Quinta  | Fortaleza     | 2 - 1 | Sport Recife  | Castelão       | 9 de marzo    | 21:45 |
| Quinta  | Botafogo - PB | 1 - 1 | Ríver         | Almeidão       | 10 de marzo   | 21:30 |
| Sexta   | Ríver         | 1 - 2 | Fortaleza     | Albertão       | 23 de marzo   | 21:45 |
| Sexta   | Sport Recife  | 3 - 1 | Botafogo - PB | Ilha do Retiro | 23 de marzo   | 21:45 |

### Grupo E
| Pos. | Equipos              | PJ | PG | PE | PP | GF | GC | Dif. | Pts. |
| ---- | -------------------- | -- | -- | -- | -- | -- | -- | ---- | ---- |
| 1.   | Ceará                | 6  | 4  | 1  | 1  | 13 | 4  | +9   | 11   |
| 2.   | Sampaio Corrêa       | 6  | 3  | 1  | 2  | 8  | 6  | +2   | 10   |
| 3.   | Vitória da Conquista | 6  | 3  | 1  | 2  | 6  | 4  | +2   | 10   |
| 4.   | Flamengo - PI        | 6  | 0  | 1  | 5  | 1  | 14 | -13  | 1    |

| Primera | Vitória da Conquista | 2 - 1 | Ceará                | Mário Pessoa        | 14 de febrero | 17:00 |
| Primera | Flamengo - PI        | 0 - 2 | Sampaio Corrêa       | Almeidão            | 14 de febrero | 19:30 |
| Segunda | Sampaio Corrêa       | 2 - 0 | Vitória da Conquista | Castelão (São Luis) | 17 de febrero | 22:30 |
| Segunda | Ceará                | 5 - 0 | Flamengo - PI        | Castelão            | 18 de febrero | 22:30 |
| Tercera | Sampaio Corrêa       | 1 - 1 | Ceará                | Castelão (São Luis) | 24 de febrero | 21:45 |
| Tercera | Vitória da Conquista | 3 - 0 | Flamengo             | Lomantão            | 25 de febrero | 21:30 |
| Cuarta  | Flamengo - PI        | 0 - 0 | Vitória da Conquista | Albertão            | 3 de marzo    | 21:30 |
| Cuarta  | Ceará                | 3 - 1 | Sampaio Corrêa       | Castelão            | 3 de marzo    | 21:30 |
| Quinta  | Flamengo - PI        | 0 - 2 | Ceará                | Albertão            | 9 de marzo    | 21:45 |
| Quinta  | Vitória da Conquista | 1 - 0 | Sampaio Corrêa       | Lomantão            | 10 de marzo   | 21:30 |
| Sexta   | Ceará                | 1 - 0 | Vitória da Conquista | Castelão            | 23 de marzo   | 21:45 |
| Sexta   | Sampaio Corrêa       | 2 - 1 | Flamengo - PI        | Castelão (São Luis) | 23 de marzo   | 21:45 |

### Tabla de mejores segundos
| Grupo | Equipos          | PJ | PG | PE | PP | GF | GC | Dif. | Pts. |
| ----- | ---------------- | -- | -- | -- | -- | -- | -- | ---- | ---- |
| A     | Salgueiro        | 6  | 3  | 1  | 2  | 9  | 5  | +4   | 10   |
| C     | Santa Cruz       | 6  | 3  | 1  | 2  | 7  | 4  | +3   | 10   |
| D     | Fortaleza        | 6  | 3  | 1  | 2  | 7  | 4  | +2   | 10   |
| E     | Sampaio Corrêa   | 6  | 3  | 1  | 2  | 8  | 6  | +2   | 10   |
| B     | América de Natal | 6  | 2  | 3  | 1  | 7  | 6  | +1   | 9    |

## Fase final
En esta fase, los 8 clasificados de la fase de grupos se enfrentan entre ellos en partidos de ida y vuelta para definir el clasificado a la siguiente fase. Se juegan cuartos de final, semifinales y final.
|  | Cuartos de final          | Cuartos de final          | Cuartos de final          |   |              | Semifinales       | Semifinales       | Semifinales       |  |  | Final                   | Final                   | Final                   |
|  | 30 de marzo al 3 de abril | 30 de marzo al 3 de abril | 30 de marzo al 3 de abril |   |              | 13 al 17 de abril | 13 al 17 de abril | 13 al 17 de abril |  |  | 27 de abril y 1 de mayo | 27 de abril y 1 de mayo | 27 de abril y 1 de mayo |
|  |                           |                           |                           |   |              |                   |                   |                   |  |  |                         |                         |                         |
|  | Santa Cruz                | 2                         | 1                         |   |              |                   |                   |                   |  |  |                         |                         |                         |
|  | Ceará                     | 1                         | 0                         |   |              |                   |                   |                   |  |  |                         |                         |                         |
|  | Ceará                     | 1                         | 0                         |   | Santa Cruz   | 2                 | 1                 |                   |  |  |                         |                         |                         |
|  |                           |                           |                           |   | Santa Cruz   | 2                 | 1                 |                   |  |  |                         |                         |                         |
|  |                           | Bahía                     | 2                         | 0 |              |                   |                   |                   |  |  |                         |                         |                         |
|  | Fortaleza                 | Bahía                     | 2                         | 0 | 0            | 1                 |                   |                   |  |  |                         |                         |                         |
|  | Fortaleza                 |                           |                           |   | 0            | 1                 |                   |                   |  |  |                         |                         |                         |
|  | Bahía                     | 2                         | 1                         |   |              |                   |                   |                   |  |  |                         |                         |                         |
|  |                           |                           |                           |   |              |                   |                   |                   |  |  | Santa Cruz              | 2                       | 1                       |
|  |                           |                           | Campinense                | 1 | 1            |                   |                   |                   |  |  |                         |                         |                         |
|  | CRB                       | 2                         | 0                         |   |              |                   |                   |                   |  |  |                         |                         |                         |
|  | Sport Recife (v.)         | 1                         | 1                         |   |              |                   |                   |                   |  |  |                         |                         |                         |
|  | Sport Recife (v.)         | 1                         | 1                         |   | Sport Recife | 1                 | 0                 |                   |  |  |                         |                         |                         |
|  |                           |                           |                           |   | Sport Recife | 1                 | 0                 |                   |  |  |                         |                         |                         |
|  |                           | Campinense                | 0                         | 2 |              |                   |                   |                   |  |  |                         |                         |                         |
|  | Salgueiro                 | Campinense                | 0                         | 2 | 0            | 2                 |                   |                   |  |  |                         |                         |                         |
|  | Salgueiro                 |                           |                           |   | 0            | 2                 |                   |                   |  |  |                         |                         |                         |
|  | Campinense                | 2                         | 1                         |   |              |                   |                   |                   |  |  |                         |                         |                         |

- Nota: En cada llave, el equipo ubicado en la primera línea es el que ejerce la localía en el partido de vuelta.

| Bandera del estado de Pernambuco |
| Campeón                          |
| Santa Cruz 1.er título           |

## Espectadores
Fase de grupos
- Fortaleza - Sport (Arena Castelão): 13.702 espectadores
- Ceará - Sampaio Corrêa (Estadio Presidente Vargas): 12.167 espectadores
- Fortaleza - River (Arena Castelão): 9.949 espectadores
- Santa Cruz - Bahia (Estadio de Arruda): 9.492 espectadores
- Campinense - Salgueiro (Estadio Amigão): 8.603 espectadores
- Bahia - Santa Cruz (Arena Fonte Nova): 7.927 espectadores

Fase final
- Sport - Campinense (Estadio Ilha do Retiro): 23.390 espectadores
- Bahia - Santa Cruz (Arena Fonte Nova): 22.490 espectadores
- Sport - CRB (Estadio Ilha do Retiro): 21.466 espectadores
- Fortaleza - Bahia (Arena Castelão): 20.577 espectadores
- Ceará - Santa Cruz (Arena Castelão): 18.568 espectadores
- Bahia - Fortaleza (Arena Fonte Nova): 18.328 espectadores